# När syrenerna blomma
När syrenerna blomma är en svensk dramafilm från 1952 i regi av Ivar Johansson. Filmen är baserad på romanen Johannes och Trubbnos av Harald Beijer, som också skrev manus till filmen.
Filmen hade urpremiär den 4 februari 1952 på biografen Royal i Stockholm. Den är tillåten från femton år.

## Inspelningsplatser
Filmen är inspelad under juni–augusti 1950, primärt på olika platser i Stockholm. Dessa är AB Sandrew-Ateljéerna, Gamla stan, Kungliga slottets yttre borggård, Gröna Lund, Skeppsbrokajen, Östra Station, Södra Teatern, Berns salonger, Stallmästargården, Strömmen och Nackanäs värdshus. Vissa scener är dock inspelade på andra orter: i Ulva kvarn, Uppsala och Ensta värdshus, Södertälje.

## Handling
Handlingen utspelar sig under 1880-talet. Filmens protagonist heter Johannes och han har övergivits av sina medelklassföräldrar i Stockholm. Istället växer han upp på landsbygden hos en skomakare som regelbundet misshandlar honom. Även i skolan får han stryk för sin Stockholmsbakgrund. Den enda som är snäll mot honom är Lotta, som också lovat honom giftermål. I tjugoårsåldern flyttar Johannes tillbaka till Stockholm där han tar värvning som vakt vid Kungliga slottet. Av en slump träffar han där på Lotta och de två inleder en affär.

## Rollista
- Carl-Henrik Fant - Johannes Weijner
- Nine-Christine Jönsson - Charlotta, kallad Trubbnos
- Gudrun Brost - Alexandra Weijner, Johannes mor
- Eva Stiberg - Frida, skådespelerska
- Maj-Lis Lüning - Julia, femme fatale, Johannes väninna
- Åke Fridell - doktorn, Alexandras kavaljer
- John Elfström - Gustafson
- Anna-Lisa Baude - Emma, husjungfru hos familjen Weijner, senare Gustafsons maka
- Ingrid Backlin - Aina Wickman
- Börje Mellvig - grosshandlare Albert Wickman, Ainas man
- Hjördis Petterson	- fru Lamberg, kallad Bläsan, Trubbnos faster
- Willy Peters - John Weijner, kuplettförfattare, Johannes far
- Björn Berglund - Rudolf, violinist
- Lissi Alandh - Lena i Härsikeby, Johannes flickvän
- Sten Lindgren - Trubbnos far
- Hugo Björne - kung Oscar II
- Olav Riégo - general Sven Lagerberg, kallad "Sven i Helvete"
- Arthur Fischer - Strid, skomakare, Johannes fosterfar
- Paul-Erland Dahlerus - Johannes som barn
- Margareta Nisborg	- Trubbnos som barn

### Ej krediterade
- Anna-Stina Wåglund - Trubbnos mor
- Gunnel Wadner - Amalia, butiksflicka i Gamla Stan
- Verner Oakland - Julias första kavaljer
- Åke Jensen - Julias andra kavaljer
- Lars-Åke Ekborg - Ture, fru Lambergs son
- Hans Sundberg - Ville, fru Lambergs son
- Siegfried Fischer	- småbonde
- Anita Gustafsson - Lena som barn, Johannes skolkamrat
- Eric Sundquist - Lars i Skrikboda som vuxen
- Ted Willes - Skrikboda-Lasse som barn, Johannes skolkamrat
- Eric Laurent - exekutionsbetjänt vid vräkningen
- Gunnar Öhlund - Larsson, exekutionsbetjäntens biträde
- Albin Erlandzon - innehavare av kommissionskontor
- Margit Andelius - barnhemsföreståndarinnan
- Tyra Fischer - Tilda Strid, Johannes fostermor
- Rune Ottoson - stinsen på Östra station
- Carl Ericson - åkare hos åkerifirman S.A.G. Swenson
- Albert Ståhl - skolläraren
- Curt Broberg - vaktbefälhavaren vid högvakten
- Bengt Sundmark - gardist vid högvakten
- Wiange Törnkvist - gardist vid högvakten
- Mats Björne - gardist vid högvakten
- Ivar Hallbäck - juveleraren
- Segol Mann - hovmästaren på Nackanäs Värdshus
- Gustaf Hiort af Ornäs - hovmästaren på Stallmästargårdens uteservering
- Ulf Qvarsebo - man på Weijners bjudning
- Torgny Anderberg - man på Weijners bjudning
- Carin Norberg - dam på Weijners bjudning
- Sigyn Sahlin - dam på Weijners bjudning
- Jane Antoniazzi - dam på Weijners bjudning
- Wilma Malmlöf - en bondkvinna på landsvägen
- Kurt Pettersson - Svante, Johannes skolkamrat
- Ingrid Jernberg - uppasserska på värdshuset
- Gösta Holmström - man på Nackanäs Värdshus som hjälper Julia upp efter slagsmålet med Trubbnos
- Lasse Klefelt - man på Nackanäs Värdshus som hjälper Julia upp efter slagsmålet med Trubbnos
- Sten Frykberg - orkesterledaren på Berns Salonger
- Rune Magnusson - pojke vid slagsmålet
- Orvar Jernewall - pojke vid slagsmålet
- Barbro Stedt - flicka vid slagsmålet

Utöver dessa finns flera oidentifierade roller: församlingsprästen, äldre man hos Weijners, sångerskan på Berns salonger, sångaren på Berns salonger och en bondkvinna på landsvägen.